# JHipster
JHipster est un générateur d'application libre et open source utilisé pour développer rapidement des applications Web modernes en utilisant Angular  et le framework Spring.

## Vue d'ensemble
JHipster fournit des outils pour générer un projet avec côté serveur, une pile Java (à l'aide de Spring Boot) et côté client un frontal Web adaptatif (avec Angular et Bootstrap).
Le terme «JHipster» vient de «Java Hipster», comme son but initial était d'utiliser tous les outils modernes et 'hype' disponibles à l'époque. Aujourd'hui, il a atteint un objectif plus professionnel, avec un fort accent sur la productivité du développeur, de l'outillage et de la qualité.
Ce projet a été créé par Julien Dubois

## Fonctionnalités majeures
- Générer une pile complète de l'application, avec de nombreuses options
- Générer le CRUD d'entités
- Migrations de base de données avec Liquibase(en)
- Support de bases de données NoSQL (Cassandra, MongoDB)
- Support d'Elasticsearch
- Support des Websockets
- Déploiement automatique sur Cloud Foundry (en), Heroku, OpenShift

## Pile technologique
Côté client :
- HTML5 Boilerplate
- Bootstrap
- Angular, React ou Vue.js
- Support complet de l'internationalisation via Angular Translate
- En option, prise en charge du design CSS via Compass et Sass
- En option, prise en charge des WebSocket via Spring Websocket

Côté serveur :
- Spring Boot
- Spring Security
- Spring MVC REPOS + Jackson
- Suivi avec les paramètres
- En option, prise en charge des WebSockets via Spring WebSocket
- Spring Data JPA et Bean Validation
- Mise à jour de la base de données via Liquibase
- Support de Elasticsearch
- Support de MongoDB
- Support de Cassandra

Outillage prêt à l'emploi auto-configuré :
- Yeoman
- Grunt, Gulp.js ou Webpack
- BrowserSync
- Maven ou Gradle

## Livre
Un livre sur JHipster, écrit par Matt Raible, l'auteur de AppFuse, est disponible.